# Anka Gueorguieva
Ani Gueorguieva –conocida como Anka Gueorguieva– (nacida Anka Eftimova, Varna, 24 de noviembre de 1959) es una deportista búlgara que compitió en remo como timonel.
Participó en los Juegos Olímpicos de Moscú 1980, obteniendo una medalla de bronce en la prueba de cuatro scull con timonel. Ganó una medalla de oro en el Campeonato Mundial de Remo de 1978.

## Palmarés internacional
| Juegos Olímpicos   | Juegos Olímpicos          | Juegos Olímpicos  | Juegos Olímpicos         |
| Año                | Lugar                     | Medalla           | Prueba                   |
| ------------------ | ------------------------- | ----------------- | ------------------------ |
| 1980               | Moscú (URSS)              | Medalla de bronce | Cuatro scull con timonel |
| Campeonato Mundial |                           |                   |                          |
| Año                | Lugar                     | Medalla           | Prueba                   |
| 1978               | Cambridge (Nueva Zelanda) | Medalla de oro    | Cuatro scull con timonel |